# Parepisimia
Parepisimia is een geslacht van vlinders van de familie bladrollers (Tortricidae), uit de onderfamilie Olethreutinae.

## Soorten
- P. catharota (Meyrick, 1928)
- P. chrysoplea Diakonoff, 1975
- P. relapsa (Meyrick, 1928)